# Katete (Sambia)
Katete ist eine Stadt mit 45.402 Einwohnern (2022) an der Great East Road in der Ostprovinz in Sambia. Sie liegt etwa 1060 Meter über dem Meeresspiegel und ist Sitz der Verwaltung des gleichnamigen Distrikts.

## Wirtschaft
Im Gebiet zwischen Katete und Petauke werden Aquamarine gefunden, die 800 US-Dollar pro Karat erzielen.

## Gesundheit
Das St.-Francis-Krankenhaus kurz vor dem Ort Katete mit 350 Betten ist die wichtigste Einrichtung und die größte ihrer Art in Sambia. Es hat kirchliche Träger und bietet kostenlose Leistungen in dieser dicht besiedelten Gegend, wo 50 % der Bewohner unter 15 Jahre alt sind. 20 % der Bevölkerung sind mit HIV infiziert, die Lebenserwartung liegt bei 33 Jahren, die Kindersterblichkeit bei 180 auf 1000 Geburten (Landesdurchschnitt: 87 von 1000). Dieses Krankenhaus hat sich zu einem Zentrum der Behandlung in Sambia entwickelt – mit einer entsprechenden Präsenz in medizinischen und entwicklungspolitischen Zeitschriften.

## Versorgungseinrichtungen
Es gibt Geschäfte, einen Supermarkt, eine Baumwollspinnerei, Grund- und Sekundarschulen (das Humboldt-Gymnasium in Berlin-Tegel sammelt seit 2004 Geld für Gebäude, Bänke und Tafeln).

## Verkehr
Der Ort befindet sich an der Fernstraße T4. Es gibt hier eine ungeteerte, 1000 Meter lange Flugpiste.

## Demografie
| Jahr | Einwohnerzahl |
| ---- | ------------- |
| 1990 | 7165          |
| 2000 | 10.413        |
| 2010 | 17.998        |
| 2022 | 45.402        |